# ساسان حاتمی
ساسان‌حاتمی‌نژاد (متولد ۱۳۶۳ در شهر ایلام) بازیکن هاکی اهل ایران است. او از سال ۱۳۷۸ عضو تیم منتخب هاکی استان ایلام واز سال ۱۳۸۶ عضو تیم ملی هاکی ایران است. وی در حال حاضر بازیکن تیم نفت و گاز گچساران می‌باشد. این بازیکن در پست دروازه‌بان بازی می‌کند.

## سوابق و افتخارات
ساسان حاتمی نژاد دو دوره قهرمانی لیگ برتر ایران، یک دوره قرمان لیگ ترکیه، شش دوره قهرمانی جام ملت‌های آسیا، مقام چهارم جام جهانی ۲۰۱۴، مقام سوم جام جهانی ۲۰۱۸ برلین و مقام سوم جام جهانی آفریقای جنوبی۲۰۲۳ را در کارنامه تیمی داراست.
همچنین در بخش انفرادی ۲بار بهترین دروازه‌بان ایران، ۱بار بهترین دروازه‌بان ترکیه، یکبار بهترین بازیکن آسیا، بهترین دروازه‌بان آسیا سال ۲۰۱۲ و بهترین دروازه‌بان جهان در سال ۲۰۱۸ را بدست آورده است.